# Нешу, Михай
Михай Мирча Нешу (рум. Mihai Mircea Neșu, родился 19 февраля 1983 года в Ораде) — румынский футболист, выступавший на позиции защитника. Его игровая карьера была прервана серьёзной травмой, полученной 10 мая 2011 года на тренировке и приведшей к параличу тела.

## Игровая карьера

### Клубная
Воспитанник школы клуба «Бихор» (Орадя). Выступал в 2001—2008 годах за столичный клуб «Стяуа», выиграв с ним дважды чемпионат Румынии и Суперкубок в 2006 году. За свою карьеру даже отметился красной карточкой в матче против бухарестского «Рапида» в 2006 году. 27 августа 2008 года официально заключил контракт с «Утрехтом», который приобрёл румына в связи с уходом Эрика Питерса в ПСВ. С клубом выступал фактически до 2011 года.

### В сборной
Нешу провёл дебютный матч за сборную Румынии в 2005 году против Кот-д'Ивуара, сменив на 80-й минуте Рэзвана Раца (поражение 1:2). Сыграл всего 8 матчей, последнюю игру провёл в 2010 году против Израиля (поражение 0:2).

## Личная жизнь
Его отец — Мирча Нешу (1940—2014), в прошлом футболист (игрок клуба «Университатя» из Клужа), судья и доктор. Его племянник, Никос Барбудис — также футболист. В июне 2006 года Михай женился на Марии Лауре Герман, в 2012 году они развелись.

## Травма
10 мая 2011 года на тренировке Нешу столкнулся с одноклубником Алье Схутом и получил перелом шейного позвонка. Его доставили в больницу и прооперировали: в течение четырёх суток Михай был без сознания и на месяц был прикован к постели. Оказалось, что у него был задет спинной мозг, что привело к параличу тела. Врачи не знали, сколько времени уйдёт на восстановление: сам Михай пробыл 115 дней в реабилитационной клинике Утрехта, прежде чем вернулся на родину.
16 января 2012 года Михай объявил о создании фонда собственного имени, который призван помогать румынским детям и взрослым с ограниченными возможностями (в том числе реабилитирующимся после серьёзных травм). Позже он уехал лечиться в Калифорнию, а в июле 2012 года его контракт с ПСВ был официально завершён.
За 10 лет у Михая немного восстановилась чувствительность в правой руке и плечах: в хорошую погоду он мог самостоятельно управлять коляской и выйти на улицу, а с помощью специальной машины мог стоять на ногах. С его слов, он каждый день занимался на специальном велосипеде, а на сенсорном экране рисовал круги и линии для развития моторики рук: его физиотерапевт массировал ему ноги. В 2021 году в Интернете появилось видео, на котором было видно, что Михай впервые смог самостоятельно пообедать.

## Достижения
- Чемпион Румынии: 2004/05, 2005/06[18]
- Обладатель Суперкубка Румынии: 2006[18]